# راحيل فارنهاجن
راحيل فارنهاجن فون إنزه Rahel Varnhagen von Ense (ولدت في برلين في مايو 1771- ماتت في برلين في مارس 1833) هي أديبة ألمانية تنحدر من أصل يهودي. تنتمي إلى الحقبة الرومانسية, ولكن كتاباتها كانت تعبر في نفس الوقت, عن أفكار عصر التنوير في أوروبا, وكذلك كانت تنادي إلى تحرير المرأة.

## صالونها الأدبي
يعتبر صالون راحيل فارنهاجن من أشهر الصالونات الأدبية في الأدب الألماني، وكان ملتقى للشعراء والسياسيين وكبار شخصيات المجتمع والأرستقراطيين. وكان من أشهر الأسماء التي تتردد على صالون راحيل فارنهاجن، جان باول ولودفيج تيك وإرنست فون بفول وفريدريش شليجل وفلهلم وألكسندر فون هومبولت وفريدريش دي لا موت فوكيه والأمير لويس فرديناند وحبيبته باولينه فيزيل.

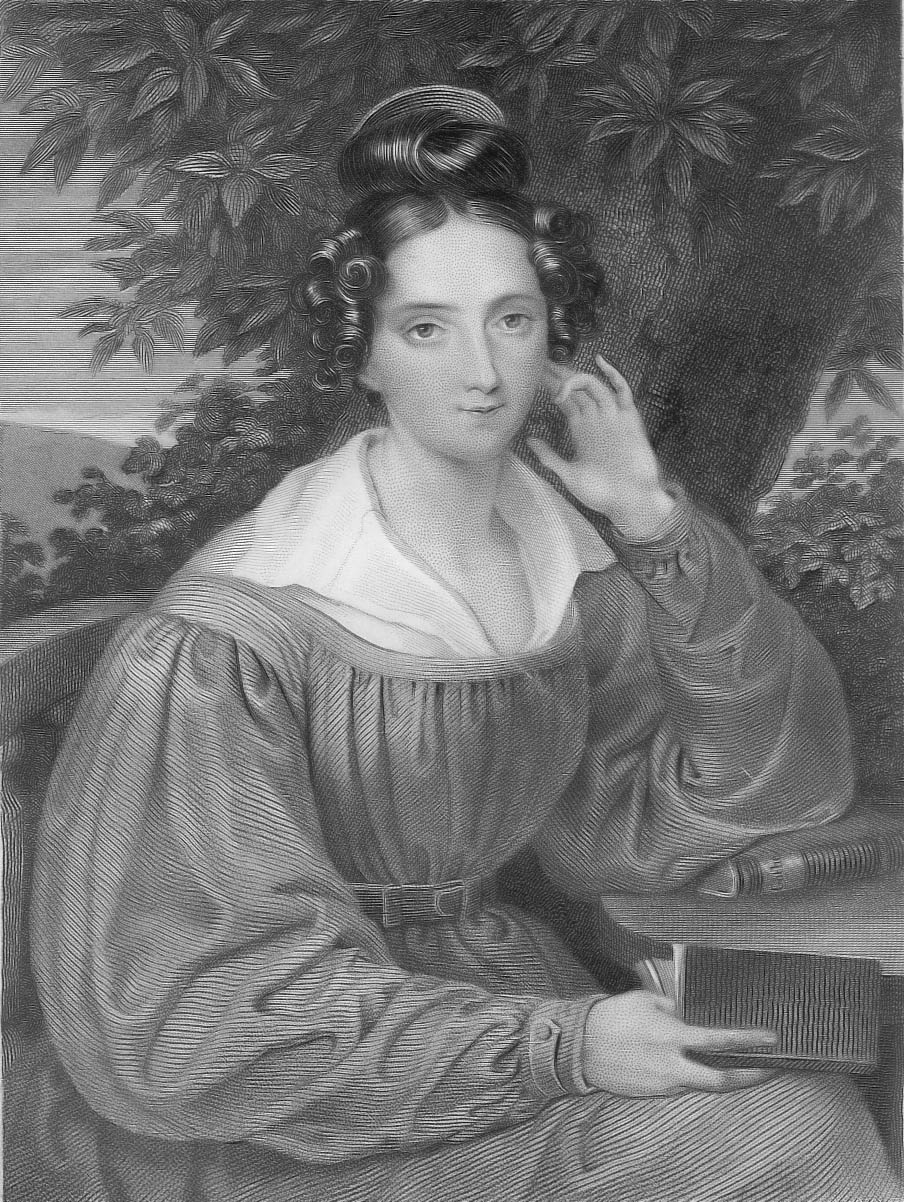
راحيل فارنهاجن

## أدبها
وكان الشكل الأدبي المفضل لديها, هو كتابة الرسائل والمذكرات، الذي كان منتشرا بين أديبات القرن التاسع عشر. وقد تميزت بأسلوبها الرائع في الكتابة. وقد نشر الجزء الأكبر من كتاباتها بعد وفاتها.

## مواقع خارجية
- راحيل فارنهاجن على موقع الموسوعة البريطانية (الإنجليزية)

- www.varnhagen.info
- Foto von ihrem Grabstein
- Bibliothek Varnhagen der Staatsbibliothek zu Berlin نسخة محفوظة 26 سبتمبر 2007 على موقع واي باك مشين.